# Fulvio Gigliotti
Fulvio Gigliotti (Catanzaro, 13 giugno 1966) è un giurista italiano, membro del Consiglio superiore della magistratura dal 2018 al 2023.

## Biografia
Laureato in Giurisprudenza con lode e dignità di pubblicazione della tesi di laurea, ha  conseguito il titolo di dottore di ricerca in diritto della navigazione e dei trasporti (1995) ed è professore ordinario di diritto privato presso l'Università Magna Graecia di Catanzaro (UMG).
Ha fatto parte del consiglio giudiziario istituito presso la Corte d'Appello di Catanzaro ed è stato, tra l'altro, componente del Comitato di consulenza giuridico-amministrativa del commissario delegato per l’emergenza ambientale in Calabria
In qualità di professore ordinario di discipline giuridiche, il 19 luglio 2018 è stato eletto dal Parlamento in seduta comune componente laico del Consiglio superiore della magistratura, all'interno del quale ricopre il ruolo di presidente della VIII Commissione (Magistratura onoraria), vicepresidente della II Commissione (per l'interpretazione del regolamento) e componente della V Commissione (per il conferimento di incarichi direttivi e semidirettivi).
Successivamente al suo insediamento, è stato eletto dal plenum del Consiglio (con 22 voti su 26 votanti) componente laico titolare della sezione disciplinare del CSM, con funzioni di vicepresidente.

## Pubblicazioni
- Il trasporto amichevole, Catanzaro, 1995
- Patto commissorio autonomo e libertà dei contraenti, Napoli, 1997
- Il divieto del patto commissorio, Milano, 1999
- Relazioni sociali, vincolo giuridico e motivo di cortesia, Napoli, 2003
- Contributi di diritto civile (raccolta di saggi), Soveria Mannelli, 2008
- Il fenomeno giuridico del godimento. Tra dimensione fattuale e rilevanza effettuale,  Napoli, 2008
- Del pagamento dell'indebito. Obbligazioni naturali, Milano, 2014
- Prestazione contraria al buon costume, Milano, 2015
- I diritti personali di godimento, Napoli, 2018